# 2055 Dvořák
2055 Dvořák è un asteroide areosecante. Scoperto nel 1974, presenta un'orbita caratterizzata da un semiasse maggiore pari a 2,3111040 au e da un'eccentricità di 0,3093758, inclinata di 21,51697° rispetto all'eclittica.
L'asteroide è stato così chiamato in onore del compositore ceco Antonín Dvořák.